# Callambulyx rubricosa
Callambulyx rubricosa là một loài bướm đêm ăn thịt bản địa của Thái Lan cũng như một số nơi ở Myanma, tây Himalaya, Malaysia và Indonesia.

## Phụ loài
- - Callambulyx rubricosa rubricosa
  - Callambulyx rubricosa piepersi - (Snellen, 1880)

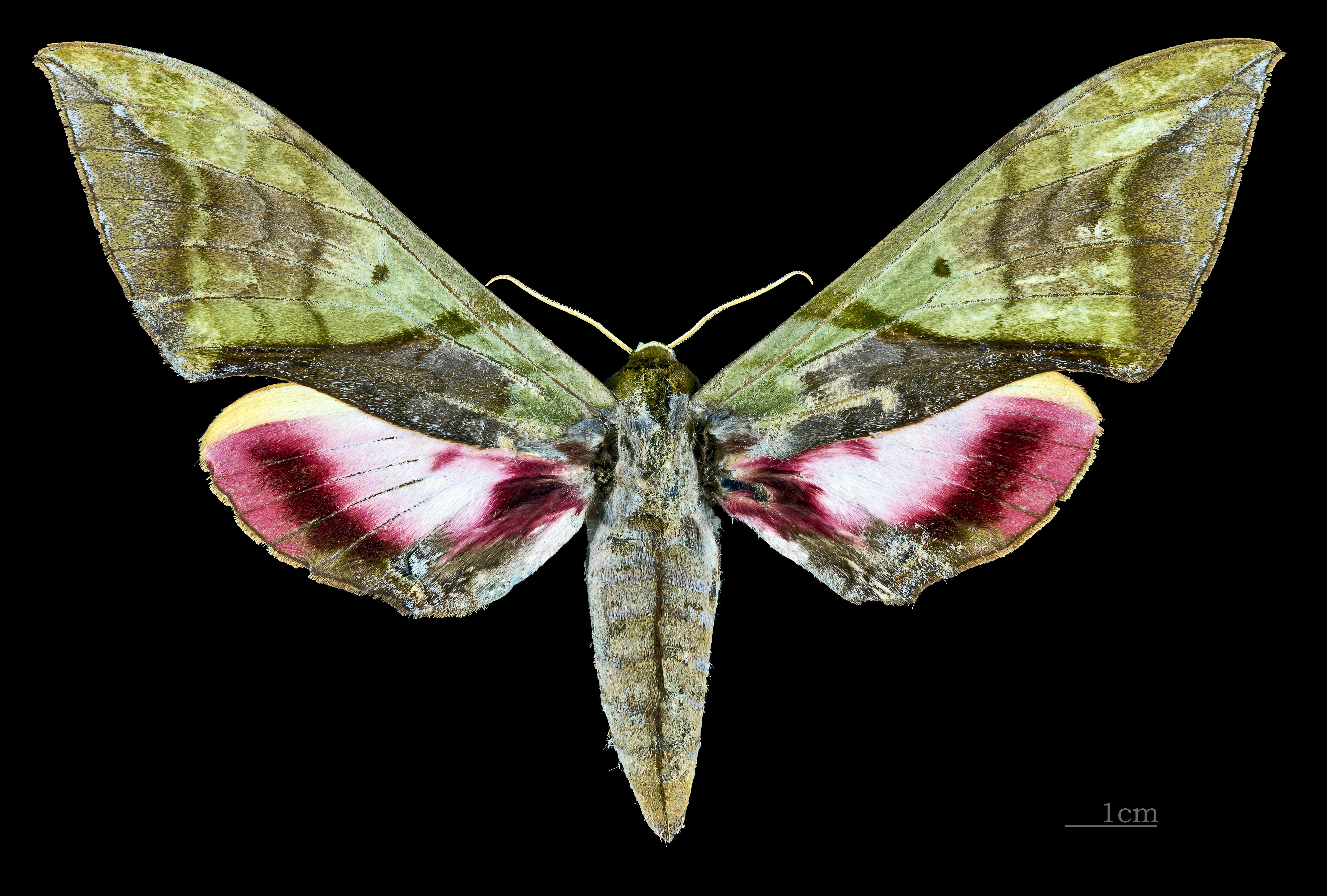
Callambulyx rubricosa rubricosa  ♀
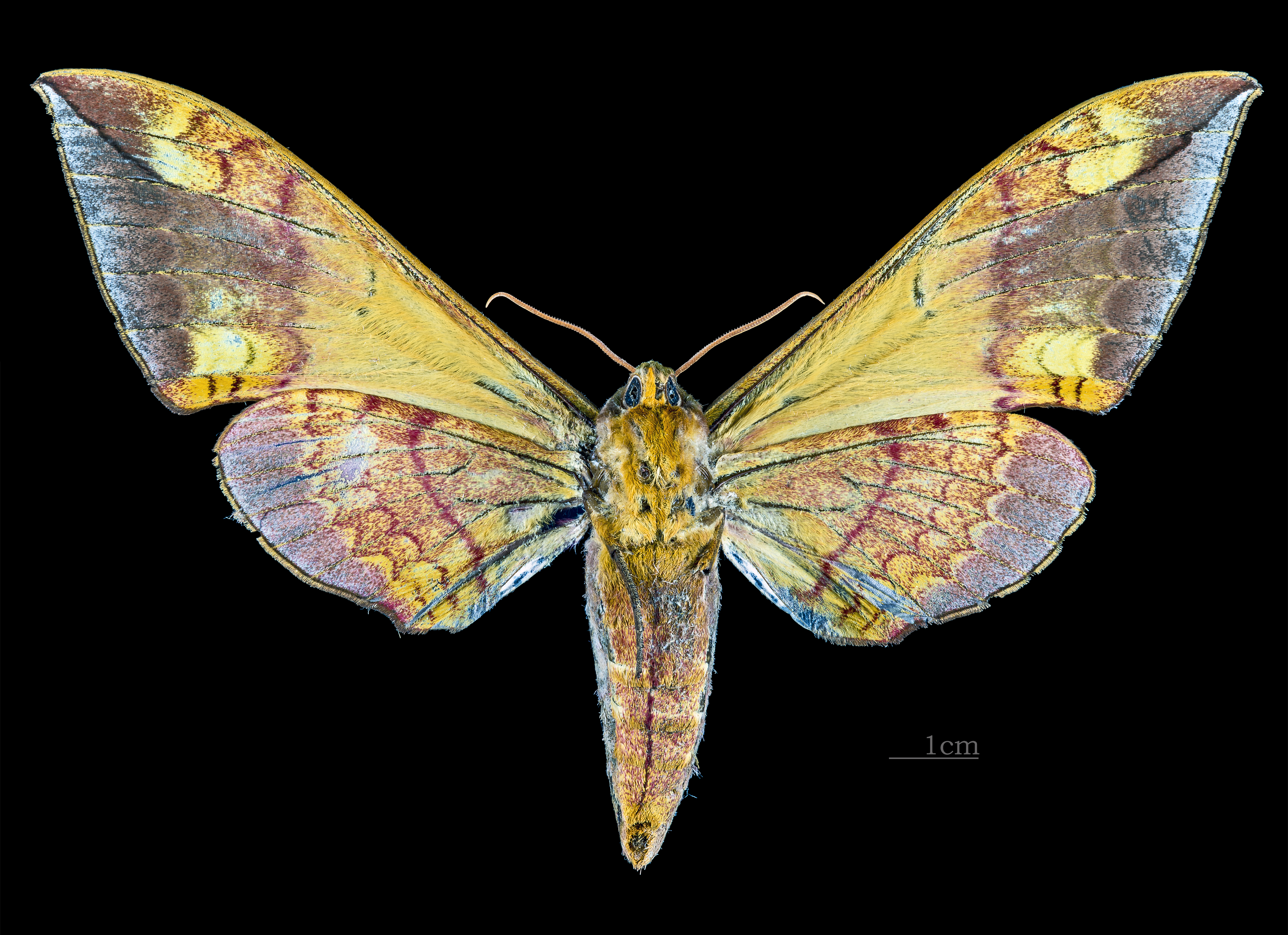
Callambulyx rubricosa rubricosa  △ ♀

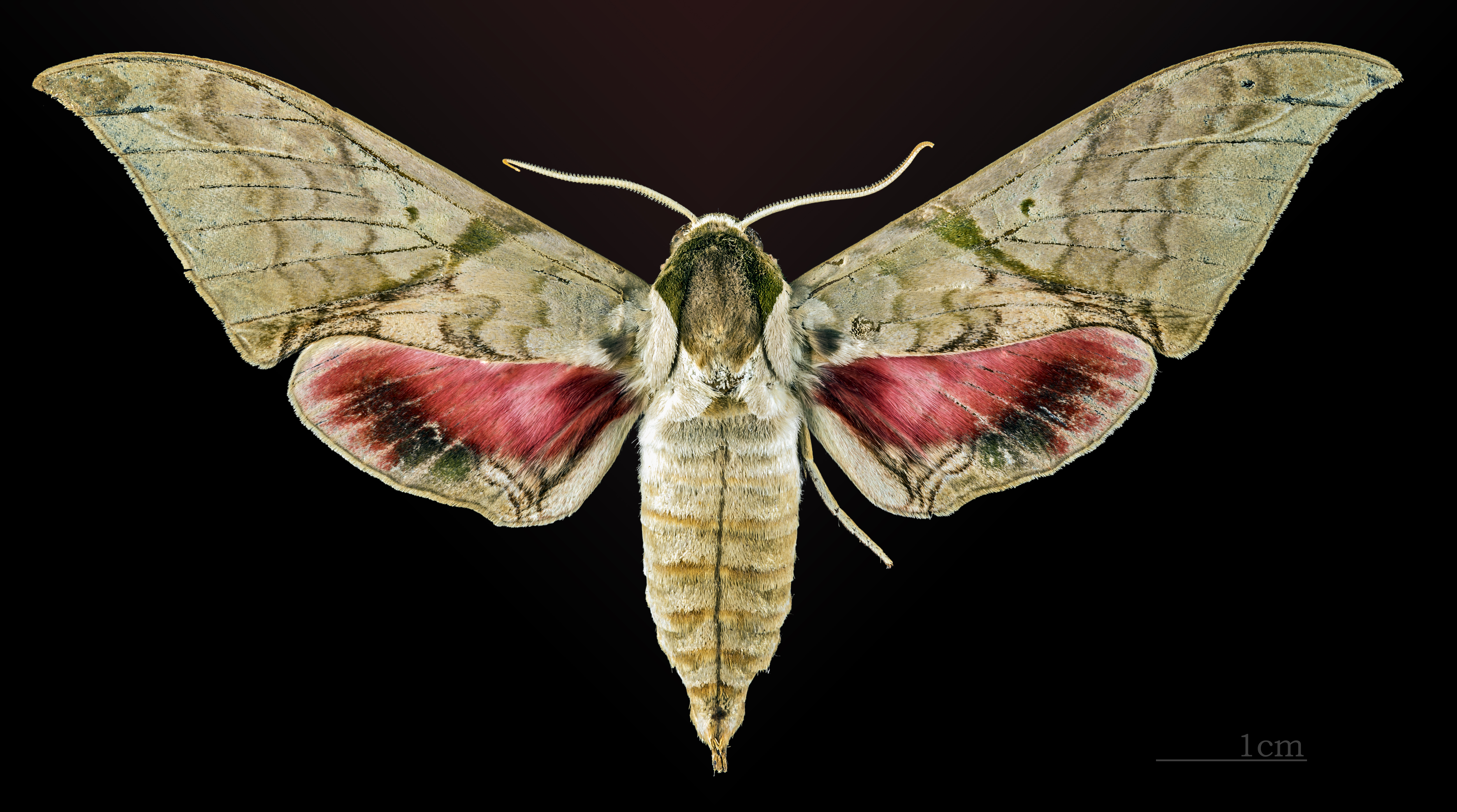
Callambulyx rubricosa piepersi ♂
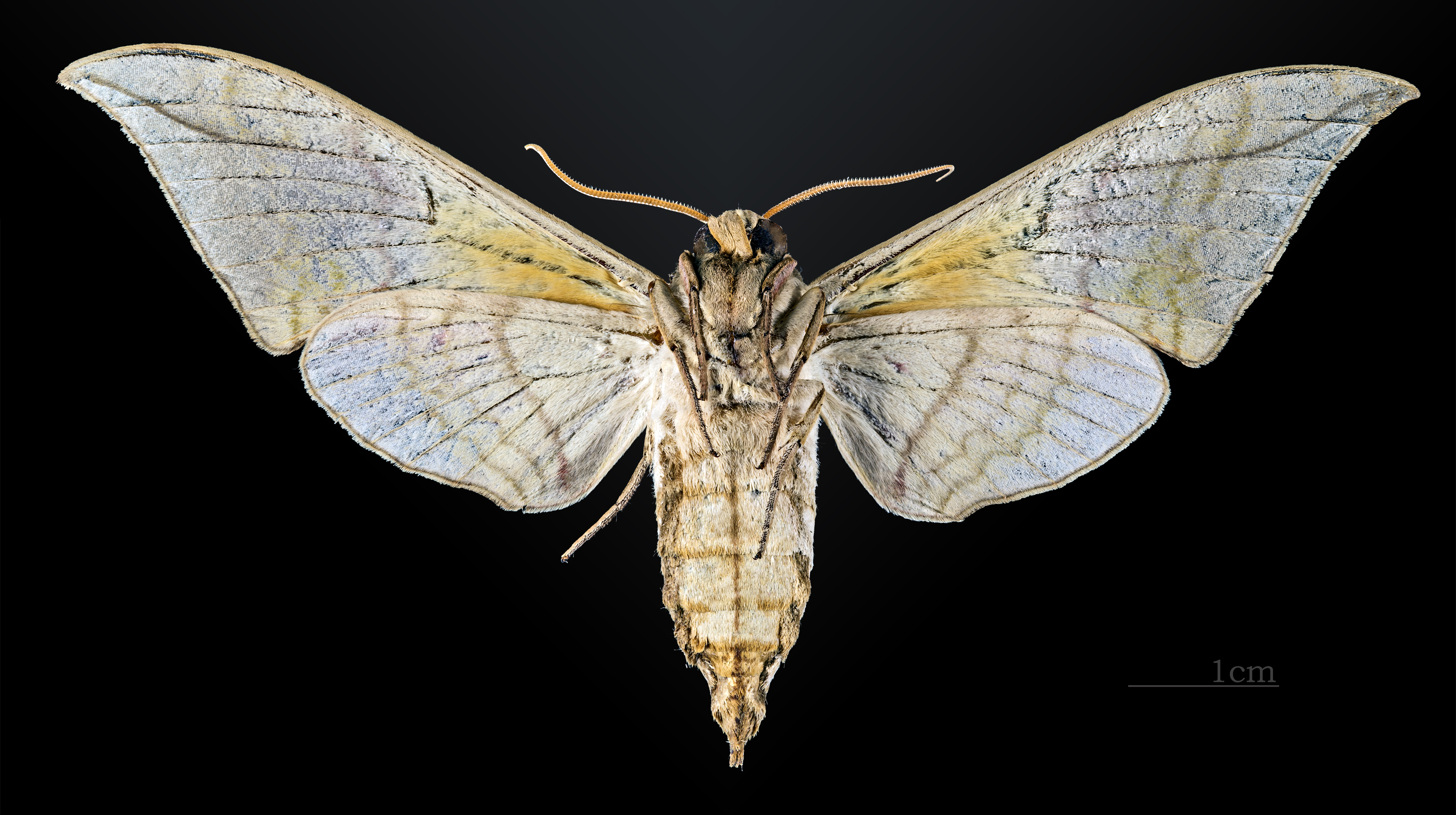
Callambulyx rubricosa piepersi △ ♂
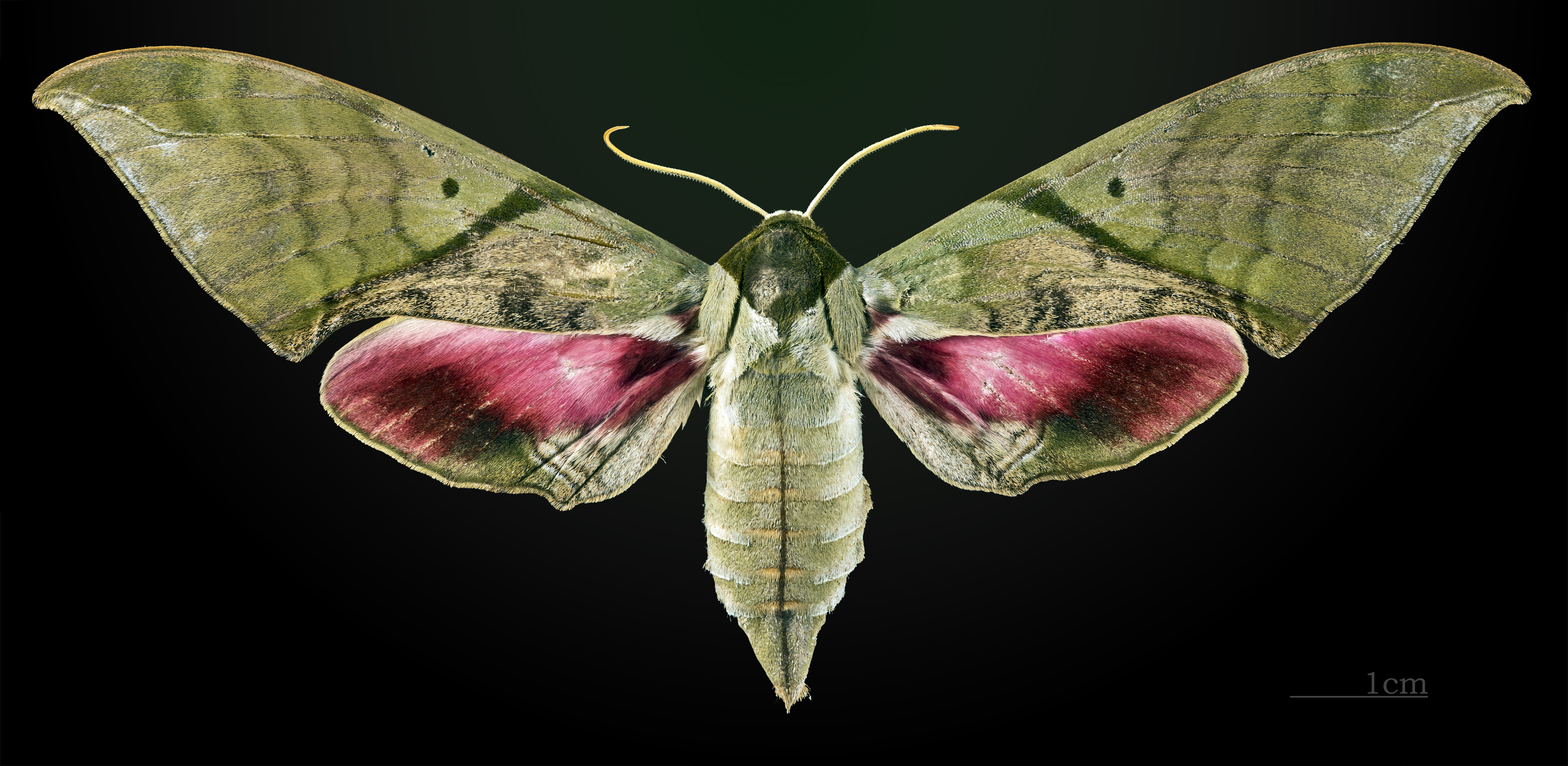
Callambulyx rubricosa piepersi ♀
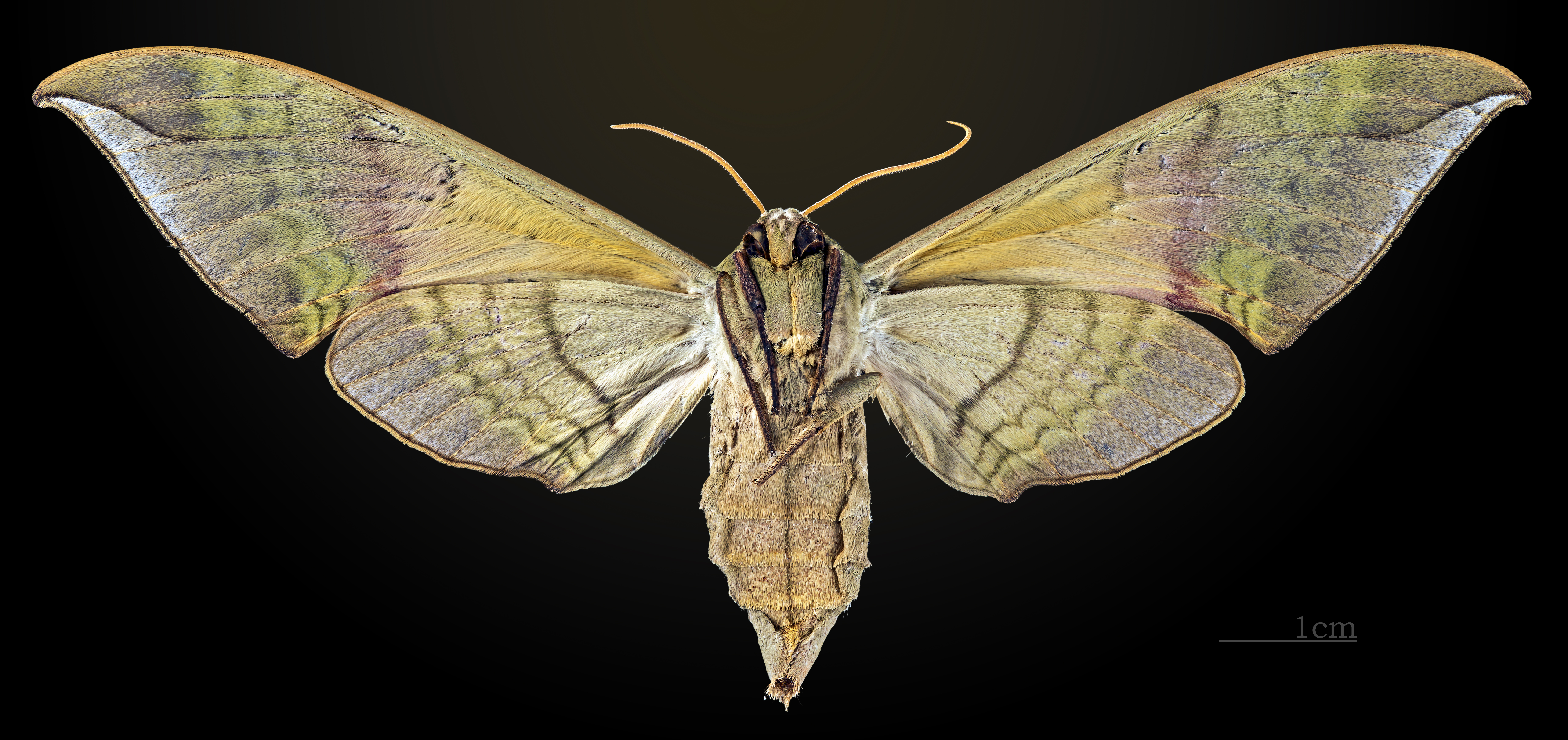
Callambulyx rubricosa piepersi △ ♀